# Raipur (Uttar Pradesh)
Raipur – miasto w północnych Indiach w stanie Uttarakhand, na pogórzu Himalajów Małych.
Populacja miasta w 2001 roku wynosiła 24 887 mieszkańców.